# Pałac w Czarnej
Pałac w Czarnej – pałac wybudowany został po 1830 r. przez Romualda Rudnickiego.

## Budowniczy
Romualda Rudnicki był synem Franciszka Rudnickiego, chorążego zasławskiego. 

## Architektura
Parterowy pałacyk został wzniesiony w stylu późnego klasycyzmu – empire. Od frontu ryzalit z kolumnadą podtrzymującą tympanon. Wokół obiektu, na pofałdowanym terenie, powstał park krajobrazowy z dwiema sadzawkami.